# Pakalitha Mosisili
Pakalitha Mosisili (Waterfall (Qacha's Nek), 14 maart 1945) is een Lesothaanse politicus. Tussen 1998 en 2012 en tussen 2015 en 2017 was hij premier van Lesotho.

## Biografie
Mosisili volgde van 1961 tot 1963 een opleiding aan de Eagle's Peak Hogeschool en een afstandsstudie aan de Universiteit van Cambridge. Tussen 1966 tot 1982 studeerde hij aan de universiteiten van Lesotho, Swaziland, Botswana, Wisconsin, Zuid-Afrika en de Simon Fraser-universiteit in Canada. 
Mosisili werd in 1967 lid van de Basotho Congress Party (BCP). Tijdens de noodtoestand in Lesotho (1970-1971) zat Mosisili gevangen wegens politiek activisme.

### Politieke loopbaan
In 1993 werd Mosisili minister van Sport, Training, Onderwijs, Cultuur en Jeugdzaken in het kabinet van Ntsu Mokhehle en in 1994 minister van Binnenlandse Zaken en Lokale Regering. In februari 1995 volgde zijn benoeming tot vicepremier. Samen met Mokhehle en andere partijkopstukken als Tom Thabane scheidde hij zich in 1997 af van de BCP en creëerde de nieuwe politieke partij Lesotho Congress for Democracy (LCD). Bij de parlementsverkiezingen van 1998 werd een overweldigende overwinning geboekt en Mosisili werd premier, echter tot groot protest van de oppositie.
In 2002 werd Mosisili comfortabel herkozen voor een tweede termijn. Binnen zijn partij ontstond in oktober 2006 een splitsing, waarbij een deel van de LCD (waaronder Thabane) overstapte naar de nieuw gevormde All Basotho Convention (ABC). Desondanks werd Mosisili bij de verkiezingen van 2007 nogmaals herkozen. In 2009 werd een aanslag gepleegd op zijn residentie, waarbij hij echter ongedeerd bleef.
In aanloop naar de verkiezingen van 2012 verliet Mosisili de LCD en richtte het Democratic Congress (DC) op. Ondanks dat deze partij vervolgens veruit de meeste stemmen wist te behalen, slaagde Mosisili er niet in zijn macht te behouden. Hij werd buitenspel gezet door Tom Thabane, die een coalitie smeedde tussen ABC, LCD en BCP en het premierschap overnam. Drie jaar later, bij de vervroegde verkiezingen van 2015, heroverde Mosisili zijn positie, zij het slechts nipt. Vanaf 17 maart 2015 was hij opnieuw premier. Oppositieleiders besloten tot een boycot en gingen in ballingschap in Zuid-Afrika.
De steun voor Mosisili nam af en zijn verzwakte positie leidde in 2017 tot een motie van wantrouwen, die hij niet overleefde. Bij de vervroegde verkiezingen, gehouden op 3 juni van dat jaar, werd Mosisili overtuigend verslagen en greep Thabane opnieuw de macht. In november 2018 kondigde Mosisili zijn vertrek uit de politiek aan. Zijn opvolger als partijleider van het DC werd Mathibeli Mokhothu.